# 伯奇代爾鎮區 (明尼蘇達州托德縣)
伯奇代爾鎮區（英語：Birchdale Township）是位於美國明尼蘇達州托德縣的一個行政鎮區。

## 地方資料
伯奇代爾鎮區的面積為93.30平方千米，當中陸地面積為84.74平方千米，而水域面積為8.56平方千米。根據2020年美國人口普查的數據，當地共有人口931人，而人口密度為每平方千米9.98人。